# 夷仲年
夷仲年（前8世纪—前699年），又称齐仲年、季仲年。齊前莊公之子，齐僖公之弟。生年不详，卒于齐僖公三十二年（前699年）。
夷仲年与齐僖公关系甚密。根据春秋记载，鲁隐公七年与鲁桓公三年，齐僖公曾两次使其聘鲁国。在他死后，其子公孙无知秩服奉养如同太子。